# Sławice
Sławice est une localité polonaise du gmina de Dąbrowa dans la voïvodie et le powiat d'Opole.